# Sergente d'ispezione
Sergente d'ispezione è un film del 1959 diretto da Roberto Savarese.

## Trama
Quattro ragazzi vengono assegnati per il servizio di leva a una caserma di bersaglieri. Al reggimento, i quattro trovano un sergente maggiore burbero, la cui vita è tutta dedicata alla caserma: il reggimento costituisce la sua famiglia, tanto che teme di essere promosso maresciallo per non essere costretto a trasferirsi.
I ragazzi, in cerca di avventure sentimentali, cominciano a fare amicizia con le donne del luogo: Ciccio, napoletano, si innamora di una tabaccaia e le dà una mano a migliorare le vendite con il suo spirito intraprendente. Una volta congedato, sposa la ragazza e rimane nel paese. Mario, studente universitario milanese, ha intenzione di abbandonare gli studi ma conosce una donna che lo convince a studiare di più e a sposarla. Anche Guido, studente veneto, corteggia timidamente una ragazza, ma entrambi sono impacciati e la storia non andrà in porto. Nando, bulletto romano, impara la disciplina e decide di restare sotto le armi, prendendo il posto del sergente maggiore, ormai promosso maresciallo.